# San Francisco Javier, Mexiko
San Francisco Javier är en ort i Mexiko.   Den ligger i kommunen Santa Cruz Xoxocotlán och delstaten Oaxaca, i den sydöstra delen av landet, 400 km sydost om huvudstaden Mexico City. San Francisco Javier ligger 1 583 meter över havet och antalet invånare är 1 162.
Terrängen runt San Francisco Javier är kuperad norrut, men söderut är den platt. Terrängen runt San Francisco Javier sluttar österut. Runt San Francisco Javier är det tätbefolkat, med 570 invånare per kvadratkilometer. Närmaste större samhälle är Oaxaca de Juárez, 7,0 km nordost om San Francisco Javier. I omgivningarna runt San Francisco Javier växer huvudsakligen savannskog.